# Шенколас
Шенкулас (на албански: Fitorja или Fitore) е село в Албания, част от община Девол, област Корча.

## География
Селото е разположено на 15 километра източно от град Корча, по горното течение на река Девол в котловина между Грамос и Морава.

## История
Името Шенкулас (Shënkollas) произлиза от Shën Nikolla, Свети Никола и е сменено в 1946 година.
На Етнографската карта на Битолския вилает на Картографския институт в София от 1901 година Шенкулас е чисто албанско мюсюлманско село в Корчанската каза на Корчанския санджак с 25 къщи.
Георги Христов обозначава на картата си селото като Шенколец.
До 2015 година селото е част от община Божи град (Мирас).